# Grand Prix Monaka 2009
Grand Prix Monaka 2009 (67e Grand Prix Automobile de Monaco), 6. závod 60. ročníku mistrovství světa jezdců Formule 1 a 51. ročníku poháru konstruktérů, historicky již 809. grand prix, se již tradičně odehrála na okruhu v Monte Carla.

## Závod
- 24. květen 2009
- Okruh Circuit de Monaco
- 78 kol x 3.340 km = 260.520 km
- 809. Grand Prix
- 6. vítězství  « Jensona Buttona
- 5. vítězství pro  « Brawn GP
- 205. vítězství pro  « Velkou Británii (nový rekord)
- 13. vítězství pro vůz se startovním číslem « 22
- 321. vítězství z  « Pole positions »
- 3. double (dvouvítězství) pro « Brawn GP

| Legenda k tabulce | Legenda k tabulce                                                                       |
| Barva             | Výsledek                                                                                |
| ----------------- | --------------------------------------------------------------------------------------- |
| Zlatá             | Vítěz                                                                                   |
| Stříbrná          | 2. místo                                                                                |
| Bronzová          | 3. místo                                                                                |
| Zelená            | Bodované umístění                                                                       |
| Modrá             | Nebodované umístění                                                                     |
| Modrá             | Dokončil neklasifikován (NC)                                                            |
| Fialová           | Odstoupil (Ret)                                                                         |
| Červená           | Nekvalifikoval se (DNQ)                                                                 |
| Červená           | Nepředkvalifikoval se (DNPQ)                                                            |
| Černá             | Diskvalifikován (DSQ)                                                                   |
| Bílá              | Nestartoval (DNS)                                                                       |
| Bílá              | Závod zrušen (C)                                                                        |
| Světle modrá      | Pouze trénoval (PO)                                                                     |
| Světle modrá      | Páteční testovací jezdec (TD)                                                           |
| Bez barvy         | Netrénoval (DNP)                                                                        |
| Bez barvy         | Vyřazen (EX)                                                                            |
| Bez barvy         | Nepřijel (DNA)                                                                          |
| Bez barvy         | Odvolal účast (WD)                                                                      |
| Bez barvy         | Nezúčastnil se (prázdné)                                                                |
| Označení          | Význam                                                                                  |
| Tučnost           | Pole position                                                                           |
| Kurzíva           | Nejrychlejší kolo                                                                       |
| †                 | Jezdec nedojel do cíle, ale byl klasifikován, protože odjel více než 90 % délky závodu. |
| ‡                 | Byl udělován poloviční počet bodů, protože bylo odjeto méně než 75 % délky závodu.      |
| Horní index       | Umístění bodujících jezdců ve sprintu                                                   |

| Pozice | č. | Jezdec               | Vůz               | Kolo | Čas         | +/- | Pole | Body | Nej. kolo      | Váha/kg | 1. Pitstop   | 2. Pitstop   |
| ------ | -- | -------------------- | ----------------- | ---- | ----------- | --- | ---- | ---- | -------------- | ------- | ------------ | ------------ |
| 1      | 22 | Jenson Button        | Brawn BGP 001     | 78   | 1:40:44.282 | 0   | 1    | 10   | 1:15.154       | 647,5   | 17. / 22.539 | 51. / 22.604 |
| 2      | 23 | Rubens Barrichello   | Brawn BGP 001     | 78   | á 0:07.666  | 1   | 3    | 8    | 1:15.685 (7.)  | 648     | 16. / 22.647 | 50. / 22.318 |
| 3      | 4  | Kimi Räikkönen       | Ferrari F60B      | 78   | á 0:13.442  | 1   | 3    | 6    | 1:15.382 (5.)  | 644     | 15. / 23.693 | 53. / 25.660 |
| 4      | 3  | Felipe Massa         | Ferrari F60B      | 78   | á 0:15.110  | 1   | 5    | 5    | 1:15.154       | 643,5   | 20. / 23.952 | 56. / 22.741 |
| 5      | 14 | Mark Webber          | Red Bull RB5      | 78   | á 0:15.730  | 3   | 8    | 4    | 1:15.321       | 646,5   | 22. / 23.850 | 56. / 22.693 |
| 6      | 16 | Nico Rosberg         | Williams FW31     | 78   | á 0:33.586  | 0   | 6    | 3    | 1:15.772 (9.)  | 642     | 18. / 25.846 | 65. / 22.907 |
| 7      | 7  | Fernando Alonso      | Renault R29       | 78   | á 0:37.839  | 2   | 9    | 2    | 1:15.371 (4.)  | 654     | 28. / 24.406 | 66. / 21.348 |
| 8      | 11 | Sébastien Bourdais   | Toro Rosso STR4   | 78   | á 1:03.142  | 6   | 14   | 1    | 1:16.178 (13.) | 699,5   | 50. / 23.077 |              |
| 9      | 21 | Giancarlo Fisichella | Force India VJM02 | 78   | á 1:05.040  | 4   | 13   | x    | 1:16.419 (16.) | 693     | 51. / 22.636 |              |
| 10     | 10 | Timo Glock           | Toyota TF109      | 77   | á 1 kolo    | 9   | 19   | x    | 1:16.066 (12.) | 700,8   | 57. / 22.700 |              |
| 11     | 6  | Nick Heidfeld        | BMW Sauber F1.09  | 77   | á 1 kolo    | 5   | 16   | x    | 1:16.268 (15.) | 680     | 42. / 24.370 |              |
| 12     | 1  | Lewis Hamilton       | McLaren MP4-24    | 77   | á 1 kolo    | 8   | 20   | x    | 1:15.706 (8.)  | 645,5   | 10. / 25.715 | 53. / 29.446 |
| 13     | 9  | Jarno Trulli         | Toyota TF109      | 77   | á 1 kolo    | 5   | 18   | x    | 1:16.011 (11.) | 688,3   | 49. / 22.284 |              |
| 14     | 20 | Adrian Sutil         | Force India VJM02 | 77   | á 1 kolo    | 1   | 15   | x    | 1:16.245 (14.) | 670     | 11. / 22.561 | 42. / 32.058 |
| 15     | 17 | Kazuki Nakadžima     | Williams FW31     | 76   | á 2 kola    | 5   | 10   | x    | 1:15.792 (10.) | 668     | 35. / 25.270 | 71. / 21.865 |
| Pozice | č. | Odstoupili           | Vůz               | Kolo | Důvod       | +/- | Pole | Body | Nej. kolo      | Váha/kg | 1. Pitstop   | 2. Pitstop   |
| Ret    | 2  | Heikki Kovalainen    | McLaren MP4-24    | 51   | Nehoda      | 7   | 7    | x    | 1:15.672 (6.)  | 644     | 21./ 25.299  |              |
| Ret    | 5  | Robert Kubica        | BMW Sauber F1.09  | 28   | Brzdy       | 15  | 17   | x    | 1:17.558 (17.) | 696     |              |              |
| Ret    | 15 | Sebastian Vettel     | Red Bull RB5      | 15   | Nehoda      | 13  | 4    | x    | 1:17.634 (18.) | 631,5   | 10./ 26.771  |              |
| Ret    | 8  | Nelson Piquet jr.    | Renault R29       | 10   | Kolize      | 10  | 12   | x    | 1:18.514 (19.) | 673,1   |              |              |
| Ret    | 12 | Sébastien Buemi      | Toro Rosso STR4   | 10   | Kolize      | 11  | 11   | x    | 1:18.582 (20.) | 670     |              |              |

## Postavení na startu
Jenson Button- Brawn BGP 001-1'14.902
- 7. Pole position  « Jensona Buttona
- 4. Pole position pro « Brawn
- 198. Pole position pro « Velkou Británii
- 14. Pole position pro vůz se «  startovním číslem 22
- 32× první řadu získal  « Kimi Räikkönen
- 14× první řadu získal « Jenson Button
- 4× první řadu získal « Brawn
- 348× první řadu získal « Ferrari
- 85× první řadu získalo « Finsko
- 457× první řadu získala « Velká Británie

| *                                                       | *                                                          | Kvalifikace III.                     | Kvalifikace II.                           | Kvalifikace I.                            |
| ------------------------------------------------------- | ---------------------------------------------------------- | ------------------------------------ | ----------------------------------------- | ----------------------------------------- |
|                                                         | _______1_______ Jenson Button Brawn GP 1'14.902            | Jenson Button Brawn GP 1'14.902      | Kimi Räikkönen Ferrari 1'14.514           | Nico Rosberg Williams 1'15.094            |
| _______2_______ Kimi Räikkönen Ferrari 1'14.927         |                                                            | Kimi Räikkönen Ferrari 1'14.927      | Heikki Kovalainen McLaren 1'14.809        | Jenson Button Brawn GP 1'15.210           |
|                                                         | _______3_______ Rubens Barrichello Brawn GP 1'15.077       | Rubens Barrichello Brawn GP 1'15.077 | Mark Webber Red Bull 1'14.825             | Mark Webber Red Bull 1'15.260             |
| _______4_______ Sebastian Vettel Red Bull 1'15.271      |                                                            | Sebastian Vettel Red Bull 1'15.271   | Rubens Barrichello Brawn GP 1'14.829      | Felipe Massa Ferrari 1'15.340             |
|                                                         | _______5_______ Felipe Massa Ferrari 1'15.437              | Felipe Massa Ferrari 1'15.437        | Nico Rosberg Williams 1'14.846            | Rubens Barrichello Brawn GP 1'15.340      |
| _______6_______ Nico Rosberg Williams 1'15.455          |                                                            | Nico Rosberg Williams 1'15.455       | Sebastian Vettel Red Bull 1'14.879        | Heikki Kovalainen McLaren 1'15.495        |
|                                                         | _______7_______ Heikki Kovalainen McLaren 1'15.516         | Heikki Kovalainen McLaren 1'15.516   | Felipe Massa Ferrari 1'15.001             | Kimi Räikkönen Ferrari 1'15.746           |
| _______8_______ Mark Webber Red Bull 1'15.653           |                                                            | Mark Webber Red Bull 1'15.653        | Jenson Button Brawn GP 1'15.016           | Sebastien Buemi Toro Rosso 1'15.834       |
|                                                         | _______9_______ Fernando Alonso Renault 1'16.009           | Fernando Alonso Renault 1'16.009     | Fernando Alonso Renault 1'15.200          | Fernando Alonso Renault 1'15.898          |
| _______10_______ Kazuki Nakadžima Williams 1'17.344     |                                                            | Kazuki Nakadžima Williams 1'17.344   | Kazuki Nakadžima Williams 1'15.579        | Sebastian Vettel Red Bull 1'15.915        |
|                                                         | _______11_______ Sebastien Buemi Toro Rosso 1'15.833       |                                      | Sebastien Buemi Toro Rosso 1'15.833       | Kazuki Nakadžima Williams 1'15.930        |
| _______12_______ Nelson Piquet Jr. Renault 1'15.837     |                                                            |                                      | Nelson Piquet Jr. Renault 1'15.837        | Nelson Piquet Jr. Renault 1'16.013        |
|                                                         | _______13_______ Giancarlo Fisichella Force India 1'16.146 |                                      | Giancarlo Fisichella Force India 1'16.146 | Giancarlo Fisichella Force India 1'16.063 |
| _______14_______ Sébastien Bourdais Toro Rosso 1'16.281 |                                                            |                                      | Sébastien Bourdais Toro Rosso 1'16.281    | Sébastien Bourdais Toro Rosso 1'16.120    |
|                                                         | _______15_______ Adrian Sutil Force India 1'16.545         |                                      | Adrian Sutil Force India 1'16.545         | Adrian Sutil Force India 1'16.248         |
| _______16_______ Lewis Hamilton McLaren 1'16.264        |                                                            |                                      |                                           | Lewis Hamilton McLaren 1'16.264           |
|                                                         | _______17_______ Nick Heidfeld BMW Sauber 1'16.264         |                                      |                                           | Nick Heidfeld BMW Sauber 1'16.264         |
| _______18_______ Robert Kubica BMW Sauber 1'16.405      |                                                            |                                      |                                           | Robert Kubica BMW Sauber 1'16.405         |
|                                                         | _______19_______ Jarno Trulli Toyota 1'16.548              |                                      |                                           | Jarno Trulli Toyota 1'16.548              |
| _______20_______ Timo Glock Toyota 1'16.788             |                                                            |                                      |                                           | Timo Glock Toyota 1'16.788                |

## Tréninky
| *  | I. Trénink                                | *  | II. Trénink                               | *  | III. Trénink                              |
| -- | ----------------------------------------- | -- | ----------------------------------------- | -- | ----------------------------------------- |
| 1  | Rubens Barrichello Brawn GP 1:17.189      | 1  | Nico Rosberg Williams 1:15.243            | 1  | Fernando Alonso Renault 1:15.164          |
| 2  | Felipe Massa Ferrari 1:17.499             | 2  | Lewis Hamilton McLaren 1:15.445           | 2  | Jenson Button Brawn GP 1:15.233           |
| 3  | Lewis Hamilton McLaren 1:17.578           | 3  | Rubens Barrichello Brawn GP 1:15.590      | 3  | Heikki Kovalainen McLaren 1:15.278        |
| 4  | Heikki Kovalainen McLaren 1:17.686        | 4  | Jenson Button Brawn GP 1:15.774           | 4  | Rubens Barrichello Brawn GP 1:15.293      |
| 5  | Kimi Räikkönen Ferrari 1:17.839           | 5  | Felipe Massa Ferrari 1:15.832             | 5  | Felipe Massa Ferrari 1:15.293             |
| 6  | Kazuki Nakadžima Williams 1:18.000        | 6  | Sebastian Vettel Red Bull 1:15.847        | 6  | Kimi Räikkönen Ferrari 1:15.382           |
| 7  | Nico Rosberg Williams 1:18.024            | 7  | Heikki Kovalainen McLaren 1:15.984        | 7  | Lewis Hamilton McLaren 1:15.389           |
| 8  | Jenson Button Brawn GP 1:18.080           | 8  | Kimi Räikkönen Ferrari 1:15.985           | 8  | Sebastian Vettel Red Bull 1:15.722        |
| 9  | Fernando Alonso Renault 1:18.283          | 9  | Kazuki Nakadžima Williams 1:16.260        | 9  | Nico Rosberg Williams 1:15.758            |
| 10 | Mark Webber Red Bull 1:18.348             | 10 | Nelson Piquet Jr. Renault 1:16.286        | 10 | Mark Webber Red Bull 1:15.985             |
| 11 | Sébastien Buemi Toro Rosso 1:18.695       | 11 | Fernando Alonso Renault 1:16.552          | 11 | Kazuki Nakadžima Williams 1:16.103        |
| 12 | Nelson Piquet Jr. Renault 1:19.204        | 12 | Mark Webber Red Bull 1:16.579             | 12 | Adrian Sutil Force India 1:16.228         |
| 13 | Sebastian Vettel Red Bull 1:19.233        | 13 | Adrian Sutil Force India 1:16.675         | 13 | Sébastien Bourdais Toro Rosso 1:16.301    |
| 14 | Sébastien Bourdais Toro Rosso 1:19.255    | 14 | Jarno Trulli Toyota 1:16.915              | 14 | Giancarlo Fisichella Force India 1:16.317 |
| 15 | Giancarlo Fisichella Force India 1:19.534 | 15 | Sébastien Buemi Toro Rosso 1:16.983       | 15 | Nelson Piquet Jr. Renault 1:16.382        |
| 16 | Robert Kubica BMW 1:19.255                | 16 | Sébastien Bourdais Toro Rosso 1:17.052    | 16 | Sébastien Buemi Toro Rosso 1:16.432       |
| 17 | Nick Heidfeld BMW 1:19.579                | 17 | Nick Heidfeld BMW 1:17.109                | 17 | Timo Glock Toyota 1:16.527                |
| 18 | Adrian Sutil Force India 1:19.600         | 18 | Timo Glock Toyota 1:17.207                | 18 | Robert Kubica BMW 1:16.599                |
| 19 | Timo Glock Toyota 1:19.698                | 19 | Giancarlo Fisichella Force India 1:17.504 | 19 | Nick Heidfeld BMW 1:16.661                |
| 20 | Jarno Trulli Toyota 1:19.831              | 20 | Robert Kubica BMW -:--.---                | 20 | Jarno Trulli Toyota 1:16.810              |